# Meridiano 139 E
O meridiano 139 E é um meridiano que, partindo do Polo Norte, atravessa o Oceano Ártico, Ásia, Oceano Pacífico, Australásia, Oceano Índico, Oceano Antártico, Antártida e chega ao Polo Sul. Forma um círculo máximo com o meridiano 41 W.
Começando no Polo Norte, o meridiano 139º Este tem os seguintes cruzamentos:
| País, território ou mar | Notas                                                |
| ----------------------- | ---------------------------------------------------- |
| Oceano Ártico           |                                                      |
| Rússia                  | Iacútia - Ilha Kotelny                               |
| Mar de Laptev           |                                                      |
| Rússia                  | Iacútia Krai de Khabarovsk                           |
| Mar de Okhotsk          |                                                      |
| Rússia                  | Krai de Khabarovsk                                   |
| Mar do Japão            |                                                      |
| Japão                   | Ilha de Honshū                                       |
| Oceano Pacífico         | Passa a oeste da ilha Kōzushima, Japão               |
| Indonésia               | Ilhas Nova Guiné, Yos Sudarso e Nova Guiné outra vez |
| Mar de Arafura          |                                                      |
| Golfo de Carpentária    | Passa a oeste da Ilha Mornington, Austrália          |
| Austrália               | Queensland Austrália Meridional                      |
| Oceano Índico           |                                                      |
| Oceano Antártico        |                                                      |
| Antártida               | Terra Adélia, reivindicada pela França               |